# 성스러운 아이돌
《성스러운 아이돌》은 2023년 2월 15일부터 2023년 3월 23일까지 방영한 tvN 수목 드라마다.

## 기획의도
이세계의 대신관 '렘브러리'가 현세의 무명 아이돌 '우연우'의 몸에 빙의되면서 벌어지는 판타지 로맨스 드라마

## 제작진

### 제작사
- 하이그라운드
- 피타팻스튜디오

### 제작
- 윤세열
- 정회석

### 극본
- 이천금

### 연출
- 박소연
- 이소윤 : tvN 금토 드라마 《오 나의 귀신님》(프로듀서) 연출

## 등장인물

### 주요 인물
- 김민규 : 램브러리(우연우) (126살, 남) 역 - 이세계 대신관, 현 세계 와일드애니멀 멤버.

이세계에서 '레드린' 신을 모시는 23번째 대신관. '신에게 사랑을 받으면 이런 얼굴일까' 하는 감탄이 저절로 나올 정도로 그야말로 완벽한 미모의 소유자. 신이 이목구비의 비율과 피부 솜털까지 정교하게 계산해 정성을 들여 빚은 듯한 외모다. 게다가 훤칠한 키에 탄탄한 몸매, 낮고 부드러운 목소리까지 다 갖춘 존재. 이런 완전무결한 외모에 걸맞게 선하고 순수한 성정을 갖고 있다. 신의 섭리와 도덕을 중요시하며, 지혜롭고 자비로우며 선하다. 올곧은 신념과 함께 강력한 신성력을 가졌다. 역시 대신관 중에서 가장 강력한 신성력을 갖고 있는데, 이는 램브러리의 신실함 때문이었다. 그 어떤 이들보다 램브러리는 레드린 신을 믿고 사랑했기에 엄청난 신성력을 가질 수 있었고, 백성들의 인정과 존경을 한몸에 받을 수 있었다. 그러나 고귀한 외모와 어울리지 않게 램브러리는 천민촌 출신으로, 마왕의 손에 부모와 친구들을 잃은 아픈 과거가 있다. 천민 신분으로 어렵게 어렵게 신관이 된 램브러리는 신에게 온 힘을 다해 헌신했고, 그 노력으로 최연소 대신관 자리에 오르게 되었다.
그러던 중 알 수 없는 이유로 램브러리는 현 세계 데뷔 5년차 망돌 '와일드 애니멀'의 멤버 우연우의 몸에서 깨어나게 된다. 도대체 어쩌다 이곳에 오게 된 건지, 누가 자신을 이곳으로 보낸 건지 혼란스러운 상황에서 신성력도 말을 잘 듣지 않는다. 위기에 처한 백성들을 구하기 위해 한시라도 빨리 이세계로 돌아가야 하는데...
램브러리는 돌아갈 방법을 찾기 위해 우연우의 몸으로 좌충우돌 연예계 생활을 시작한다.
- 고보결 : 김달 (29살, 여) 역 - 와일드 애니멀의 새로운 매니저

서울대학교 경영학과를 졸업한 엘리트 매니저, 작은 키에 귀여운 외모를 가졌지만 냉정하고 분석적이며 곧잘 독설을 내뱉는다. 그러나 달이 독설을 내뱉어도 아무도 뭐라 하지 못한다. 왜냐면 달의 능력이 그만큼 뛰어나기 때문. 지적 능력은 물론이고 센스와 감각, 분석력과 기획력도 훌륭하다. 게다가 말도 잘해서 남을 설득하는 능력도 좋고, 말싸움도 어지간해서 지지 않는다. 이렇게 일에 관해서는 철두철미하고 프로패셔널한 데에 비해, 정작 자기 자신은 잘 챙기지 않는다. 소심하고 속이 여린 부분이 있고, 혼자 종종 불안해 할 때가 있다. 그리고 가끔씩 일에 너무 열중해 자기 자신이 어떻게 보이는지 신경 못 쓸 때가 있는데, 그 모습이 의외로 웃기기도 하고 귀여워 보이기도 한다. 매니저가 아니라 연예 기획사 대표를 해야 할 것 같은 능력을 가졌지만, 과거 트라우마 때문에 그저 매니저로 남아있다. 끔찍한 사고 때문에 고통스러운 나날을 보내던 달에게 유일하게 힘이 되어줬던 건 와일드애니멀 우연우였다.
그런데 갑자기 우연우가 인기중심 에서 "나는 춤을 모른다!" 소리를 지르는 걸 목격한다. 우리 말랑콩떡 왕자님 연우한테 무슨 일이 생긴 거야! 걱정이 되었던 달은 우연우를 찾아가고, 마침내 그와 만나게 된다.
그런데 뭔가 이상하다. 이 사람은 연우가 아닌 것 같다...!
- 이장우 : 마왕(신조운) (나이 추정 불가, 남) 역 - 이세계의 마왕, RU E&M 부회장.

아름다운 것을 사랑하고 추한 것을 경멸하는 심미주의자다. 생명을 시험과 유혹에 빠트리는 것이 평생의 업이라 여긴다. 인간들에게 접근해 유혹하고, 악의를 심어 시험에 빠지게 만든다. 사람의 마음을 흔들고 세뇌시키고, 조종할 수 있는 흑마법을 갖고 있다. 선한 사람을 보면 시험에 빠트리려 하고, 악한 사람을 보면 추하다 생각해 벌레처럼 여긴다. 마왕에게 유일하게 아름답고 가치있는 존재는 단 한 사람밖에 없다. 100년 만에 잠에서 깨어난 마왕은 여태까지 그래왔던 것처럼 대신관을 죽이러 가는데, 처음으로 램브러리에게 패하고 만다. 죽음의 문턱에 있던 마왕은 운명적으로 다시 살아나고 램브러리를 찾아 대한민국으로 넘어온다.
마왕은 다짐했다, 이번에는 절대 실패하지 않을 거라고.

### 램브러리 주변 인물
- 차주영 : 레드린 (나이 추정 불가) 역 - 이세계의 신

램브러리의 세계를 창조한 신, 젊은 성인 여자의 모습을 하고 있다. 이세계와 현세계의 경계를 지키고 있으며, 선한 신인지 악한 신인지 모호하다. 램브러리를 마치 자기 자식처럼 생각하며, 이전 대신관들과 비교할 수 없을 만큼 매우 램브러리를 아꼈다. 그런데 마왕이 성으로 쳐들어오던 날, 램브러리와 우연우의 몸을 바꿔버린다. 그리곤 램브러리에게 어떠한 응답도 해주지 않는데...

### LLL 엔터테인먼트
- 예지원 : 임선자 (42살, 여) 역 - LLL 엔터테인먼트 대표

배우 매니저 출신 엔터테인먼트 대표, LLL을 종합 엔터테인먼트 기업으로 키우고픈 야심을 가졌다. 배우 매니지먼트에서 벗어나 종합 연예기획사로 거듭나기 위해 직접 연습생을 들여 아이돌을 데뷔시켰다. 그 아이돌은 바로 '와일드애니멀'. 이름처럼 와일드애니멀이 가요계와 연예계를 야생적으로 뛰어놀기를 바랬건만, 결과는 처참했다. 5년 내내 활동시켰지만 와일드애니멀은 아무 성과도 내지 못 했고, 돈만 줄줄 나갔다. 임 대표가 와일드애니멀 해체를 고민하고 있을 때 갑자기 우연우가 생방송 사고를 친다. 이제 정말 끝이구나 싶었는데, 오히려 우연우의 방송사고가 엄청난 화제가 된다.
순식간에 와일드애니멀이 실검에 오르자 임 대표의 눈이 반짝이기 시작한다.
- 김민규 : 우연우 (26살, 남) 역 - 와일드애니멀 메인래퍼, 서브보컬.

감탄을 불러일으키는 비주얼을 가졌다. 문제는 가진 게 잘난 얼굴 밖에 없다는 것. 원래는 배우 지망생이었는데 기획사 대표의 권유로 아이돌로 데뷔하게 되었다. 아이돌이 된 이후에도 배우에 대한 헛된 희망을 버리지 않고, 몰래 배우 프로필을 돌리고 있다. 노래를 잘 하는 것도, 춤을 특별나게 잘 추는 것도 아니어서 아이돌로 성공하고 싶은 마음은 거의 없다. 그저 어떻게 눈에 띄어서 배우로 전향하고 싶은 마음뿐이다. 팀에 대한 애정이 없는 연우는 당연히 멤버들과 사이가 좋지 않다. 그러다가 갑자기 램브러리와 몸이 바뀌게 된다. 언뜻 보면 생각 없는 어린 남자애로 보이는데, 철없어 보이는 모습 뒤에 무언가 감춰져 있는 것만 같다. 그저 5년 전 홀연히 나타나 임 대표를 찾아왔다는데.
- 홍승범 : 최정서 (27살, 남) 역 - 와일드애니멀 리더, 서브래퍼.

예의가 바르고, 근면성실하고, 착한 리더다. 오랜 기간 망돌 생활로 지친 멤버들과는 달리 여전히 열정적이고 의욕이 넘친다. 누구보다 연습실에 제일 오래 남아있는 연습벌레이며, 시간이 날 때마다 직접 발로 뛰며 팀을 홍보하는 영업왕이다. 사근사근하고 붙임성이 좋아서 회사 내에 평판이 좋다. 하지만 의욕이 앞서는 나머지 무리수를 둘 때가 종종 있다. 팀을 띄우기 위해 자기 몸을 불사르는데, 그런 모습이 안쓰럽게 보일 때가 많다.
- 신명성 : 황태인 (26살, 남) 역 - 와일드애니멀 메인보컬

와일드애니멀의 고음 셔틀을 담당하고 있다, 뛰어난 노래 실력과 감미로운 음색을 갖고 있다. 실력이 뛰어난 만큼 자신감도 크다. 가수에 대해 자부심이 있어서 아이돌은 뒷전이고 배우나 하고 싶어 하는 우연우를 별로 좋아하지 않는다. 관종기가 있는 캐시도, 아무 생각 없어 보이는 막내 해결도 안 좋아한다. 솔직히 말하자면 리더 정서를 빼고 맘에 드는 멤버가 없다. 그래서 자주 멤버들을 타박하고 독설을 내뱉는다. 싱경질적이고 화가 많은 태인이지만, 연습에 있어서는 누구보다 진심이다.
- 최재현 : 캐시 (25살, 남) 역 - 와일드애니멀 리드보컬

와일드애니멀의 덕후몰이를 담당하고 있다, 예쁘장하고 귀여운 외모에 괜찮은 노래실력을 갖고 있으나, 애정결핍이 심하다. 관심을 갈구하는 이른바 관종(관심종자)이다. 이런 관종 기질 때문에 SNS 중독, 라이브 방송 중독, 셀카 중독에 빠져 있다. 언행이 가볍고 철이 없는 편. 하지만 이면에는 과거의 상처와 아픔을 갖고 있다. 그 때문에 카메라 앞이나 많은 사람 앞에 섰을 때 심하게 불안해하고, 공황 증상을 보인다. 아이돌로 활동하기에 좋은 상태가 아니지만, 그렇다고 아이돌을 그만두고 싶지는 않았다. 데뷔 초에 잠깐이라도 받았던 팬들의 따뜻한 사랑과 관심을 다시 한 번 받고 싶기 때문이다.
- 신규현 : 차해결 (23살, 남) 역 - 와일드애니멀 막내, 메인댄서.

막내다운 귀여운 외모의 소유자이자 와일드애니멀에서 가장 춤을 잘 춘다. 조용하고 감정기복이 적은 편이다. 망돌 생활 때문에 힘들어 하는 멤버들과는 달리 언제나 차분하고 끄떡없어 보인다. 연습도 착실히 하고, 회사에서 시키는 일도 고분고분 잘 하는 말 잘 듣는 막내다. 하지만 평소에 무슨 생각을 하고 사는 건지 알 수 없다. 가끔씩 엉뚱한 말을 내뱉기도 하고, 돌발적인 행동을 하기도 한다. 마냥 순둥순둥할 것 같은 얼굴이지만 눈에 은은한 광기가 있다.

### 연예계
- 탁재훈 : 선우실 (46살, 남) 역 - 대한민국 최고 가수

화면과 실제 얼굴이 사뭇 많이 다른 보컬의 신, 대한민국 남자 4대 보컬 중 한 명으로 꼽히며, 그에 따른 자부심도 어마어마하다. 노래 실력도 없으면서 얼굴빨로 살아남는 아이돌들을 좋게 보지 않으며, 특히 우연우를 싫어한다. 과거 우연우가 선우실에게 노래를 배울 때 '배우하려고 아이돌 하는데요.'라며 불성실한 태도를 보인 적이 있기 때문이다.
그 뒤로 선우실은 노골적으로 우연우를 싫어하고, 무시했었다. 싱 서바이벌에서 변한 우연우를 보기 전까지는...
- 이달 : 김무록 (33살, 남) 역 - 예능 PD

서바이벌 예능계의 신, 악마의 편집, 천상의 시청률로 유명한 스타 PD. 시청률과 화제성을 위해서라면 못 할 일이 없다. '싱 서바이벌'을 제작하던 중 생방송에서 사고를 친 우연우가 눈에 들어온다. 비범한 언행과 이슈 터트리기 좋은 성격의 우연우를 보고, 김무록은 사악한 머리를 팽팽 굴리기 시작하는데...
- 오진석 : 오정신 (25살, 남) 역 - 보이그룹 AX 멤버

보이그룹 AX 막내, 귀엽고 예쁘장한 미소년 외모의 소유자다. 애교와 팬 조련 능력이 뛰어나 AX에서 가장 많은 개인 팬을 보유하고 있다. 하지만 20대 중반이 되면서 오정신은 미래에 대한 걱정을 하기 시작했다. 언제까지 막내 이미지로 인기를 유지할 수 있을지, 불안이 커져 이미지 변신을 하기 위해 싱 서바이벌에 출연했다.
- 김서하 : 맹우신 (31살, 남) 역 - 유명 배우,인기중심MC

스타성과 연기력을 모두 갖춘 흥행수표, 혜성처럼 등장해 단번에 톱스타가 된 배우. 데뷔부터 눈에 띄는 행보를 걸어왔는데, 그 뒤에는 홍우대대란 종교단체가 있다는 비밀스러운 소문이 돌고 있다.
- 원준 : 이블보이즈 티폰 역 - 신인 아이돌 그룹

뛰어난 외모와 수준급 실력을 갖춘 5인조 보이그룹, 데뷔 한달 만에 음원, 인기중심 1위를 모두 차지해 가요계에 돌풍을 일으킨다. 완벽해보이기만 하는 그들이지만, 눈에 요사스러운 기운이 서려있는 수상한 아이돌이다.
- 미상 : 이블보이즈 라켄 역 - 신인 아이돌 그룹

뛰어난 외모와 수준급 실력을 갖춘 5인조 보이그룹, 데뷔 한달 만에 음원, 인기중심 1위를 모두 차지해 가요계에 돌풍을 일으킨다. 완벽해보이기만 하는 그들이지만, 눈에 요사스러운 기운이 서려있는 수상한 아이돌이다.

### 저승
- 장영남 : 염라대왕 (나이 추정 불가, 여) 역 - 저승과 현 세계의 신

저승을 다스리고 인간의 운명을 관장하고 있는 신, 저승과 이승 둘 다 관리 하느라 언제나 업무에 시달리고 있는 바쁜 신이다. 그러던 중 갑자기 인간들의 수명이 제멋대로 변하는 현상을 발견한다. 그 현상의 중심에 와일드애니멀 우연우가 있다는 것을 알게 된다. 염라대왕은 그가 다른 세계에서 건너온 성인임을 단번에 알아채고 일거수일투족을 감시하기 시작하는데...
- 박상남 : 사감재 (나이 추정 불가, 남) 역 - 저승사자, 와일드애니멀 로드매니저.

새하얗게 질린 피부에 붉은 입술, 차가운 인상을 가진 냉미남. 스케줄 중간에 사라졌다가 예상치 못한 곳에서 튀어나오는 신출귀몰한 모습을 보이고, 매일 검은 정장만 입고 다니며 언제나 포승줄을 들고 다니는 수상한 로드매니저. 사감재의 정체는 다름 아닌 저승의 감재사자다. 염라대왕의 명을 받고 요주의 인물 우연우를 감시하러 이승에 나타난 저승사자로, 언제나 서늘한 눈으로 우연우를 주시하고 있다. 저승에 대한 충성심이 강하며, 저승과 이승의 균형을 지키기 위해서라면 어떤 일이라도 할 준비가 되어있다.

### 그 외 인물
- 백서빈 : 장 실장 역
- 이우태 : 바실리 역
- 안세하 : 종우 역
- 미상 : 의사 역
- 미상 : '인기중심' 피디 역
- 미상 : 경비원 역
- 미상 : 복면 역
- 미상 : 형사 역
- 소희 : 리즐 역
- 미상 : 홍린 대표 역

### 특별출연
- 주시은 : 연예기자 역
- 엘라스트
- 제이블랙 : 댄스 트레이너 역
- DKZ종형&민규:
- 이선빈 :연기학원 강사 역
- 김소희 : 리즐 역 - 해체 한 걸그룹 멤버
- 신예은 :이블보이즈 가 속한 기획사 여배우 역

## 시청률
최저 시청률과 최고 시청률은 시청률 조사회사와 지역별로 시청률에 차이가 있을 수 있습니다.
| 2023년 | 2023년   | 2023년         | 2023년       |
| 회차   | 방송일   | AGB 시청률     | AGB 시청률   |
| 회차   | 방송일   | 대한민국(전국) | 수도권(서울) |
| ------ | -------- | -------------- | ------------ |
| 제1회  | 2월 15일 | 3.098%         | 3.407%       |
| 제2회  | 2월 16일 | 2.017%         | 2.486%       |
| 제3회  | 2월 22일 | 1.975%         | 2.251%       |
| 제4회  | 2월 23일 | 1.622%         | 1.890%       |
| 제5회  | 3월 1일  | 2.121%         | 2.489%       |
| 제6회  | 3월 2일  | 1.432%         | 1.731%       |
| 제7회  | 3월 8일  | 1.943%         | 1.883%       |
| 제8회  | 3월 9일  | 1.296%         | 1.499%       |
| 제9회  | 3월 15일 | 1.882%         | 2.247%       |
| 제10회 | 3월 16일 | 1.369%         | 1.546%       |
| 제11회 | 3월 22일 | 1.712%         | 1.663%       |
| 제12회 | 3월 23일 | 1.522%         | 1.949%       |